# El síndrome de Ulises
El síndrome de Ulises va ser una sèrie de televisió de drama mèdic produïda per FicciON TV per a la cadena de espanyola Antena 3, que la va estrenar el 9 d'octubre de 2007 i va finalitzar el 5 d'octubre de 2008. Està ambientada en una barriada espanyola on el Doctor Ulisses, personatge d'alta societat que encarna l'actor Miguel Ángel Muñoz, haurà d'afrontar a contracor una realitat molt diferent a la que ell estava acostumat.

## Repartiment
- Ulises Gaytán de Arzuaga (Miguel Ángel Muñoz). Coordinador del Centre de Salut Arroyo Pingarrón (Temporades 1 i 2) - Ex-coordinador, Metge (Temporada 3) del Centre de Salut Rierol Pingarrón
- Reyes Almagro (Olivia Molina). Infermera del Centre de Salut.
- Cristóbal Cabrero (Nancho Novo). Metge de família i psicòleg del Centre de Salut
- Juanjo Tapias (Juanma Cifuentes). Administratiu del Centre de Salut
- Estela Miralles (Toni Acosta). Treballadora Social del Centre de Salut
- Blanca Morón (Yailene Sierra). Pediatre del Centre de Salut.
- Taburete (Julián Villagrán). Toxicòman rehabilitat gràcies a Reyes, ara organitza els torns en la sala d'espera del Centre de Salut. El seu veritable nom és Ricardo Nanclares.
- Leonor Philips Leguineche (María Ruiz). Neboda de Leguineche.
- Rai Salazar (Javier Mora). Mafiós gitano del barri d'Arroyo Pingarrón.
- Gloria (Carla Antonelli). Arrendatària transsexual del Bar "Sol y Sombra", al qual acudeixen regularment els treballadors del Centre de Salut.
- Lucía (Elisa Drabben). Filla cega de 12 anys de Gloria, arrendatària transsexual del Bar "Sol y Sombra".
- Asunción (Gloria Muñoz).Jubilada rondinaire. Viu sola en un pis alt sense ascensor i mai surt de casa. Contínuament requereix la visita d'Ulisses al seu domicili.
- Claudia Gaytán de Arzuaga (Carla Nieto). Germana d'Ulisses
- Teresa (Mireia Ros). Mare d'Ulisses i Claudia, exdona de Gonzalo Gaytán de Arzuaga.
- Andrés Santolaya (Pablo Derqui). Amic d'Ulisses
- Gonzalo Gaytán de Arzuaga (Pep Molina). Pare d'Ulisses. Va muntar un desfalc en la clínica familiar i va desarèixer. Poc després va ser atrapat i tancat en la presó. Es va escapolir durant un concert del grup d'Isaac i es va refugiar a casa de Rai. Amb l'ajuda de Jota Jota aconsegueix un passaport fals i es va a Mèxic per a buscar a Marina, de qui diu seguir enamorat, i muntar una clínica allí.
- Leguinetxe (Jorge de Juan). Advocat de la família Gaytán. Aconsegueix que Teresa es divorciï de Gonzalo i es casen.
- Isaac (Gotzon Sánchez). Exmarit de Reyes. Es van divorciar després del final de la primera temporada. Va formar un grup de música tocant "rumbancicos", una mescla de rumba i nadales, tenint molt èxit.
- Eduardo Guzmán (David Luque)
- Jota Jota Gaytán de Arzuaga (Fernando Tejero). Quan va arribar a Arroyo Pingarrón deia ser fill de Gonzalo Gaytán de Arzuaga, d'una aventura que va tenir a Còrdova amb una infermera. Poc després va aconseguir fer classes de boxa en el centre de salut, però aquestes van ser suspeses en utilitzar els nens les lliçons apreses per a delinquir. En perdre els diners d'una aposta posa en venda la casa d'Ulisses i cobra un senyal. En aquest moment revela que no és el veritable fill de Gonzalo, i va marxar.
- Ceferino (Enrique Villén). Mafiós que treballa per a Rai.
- Jonathan (Chiqui Maya). Company de treball de Ceferino que també treballa a les ordres de Rai.
- Merino (Roberto Correcher). Nou vigilant de seguretat del centre de salut.
- Rolo (Isaac Vidjrakou). Cambrer caribeny del "Sol i Ombra".
- Charly (Javier Ríos). Nou infermer del centre, company d'institut de Reyes.
- Dolores (Lolita). Mare de Rai.
- Oncle Braulio (Mario Pardo). Germà del pare de Rai. Fa molts anys va tenir una baralla amb aquest i va marxar. El dia de les noces d'Aràbia, la germana de Rai, va tornar després d'haver estat pres a Portugal. Poc després va començar a fer-se amb l'imperi del seu nebot. Quan Rai ho descobreix, li desafia a un duel. Abans de començar, Dolores li compta a Rai que l'oncle Braulio és en realitat el seu veritable pare, i per això es va barallar en el passat amb Raimundo Salazar pare. Durant el duel, Rai li proposa repartir el seu imperi entre els dos, al mateix temps que li diu "papà". Es va suïcidar poc després.
- Manolo (Javivi)
- Tano Almagro (Héctor Mora). Germà exconvicte de Reyes.
- Richi (Raúl Amores). Xicot de Claudia.
- Jesús Muñoz Olaizola (Toni Cantó). El nou rector d'Arroyo Pingarrón. Va tenir una filla a Bolívia. Té una aventura amb Estela, a causa de la qual creu que el fill que està esperant Estela és seu
- Amaranta (Alejandra Zuleta).

## Capítols i Audiència
| Capítol                                                        | Nom                                                            | Data d'emissió | Audiència | Share |
| -------------------------------------------------------------- | -------------------------------------------------------------- | -------------- | --------- | ----- |
| PRIMERA TEMPORADA                                              |                                                                |                |           |       |
| 1                                                              | Ulises en Marte                                                | 09/10/2007     | 3.093.000 | 17,4% |
| 2                                                              | El rey del barrio                                              | 16/10/2007     | 2.988.000 | 15,8% |
| 3                                                              | Oportunidad de huir                                            | 23/10/2007     | 2.319.000 | 14,8% |
| 4                                                              | Plaga de meteoritos                                            | 30/10/2007     | 2.657.000 | 15,3% |
| 5                                                              | Viejos conocidos                                               | 06/11/2007     | 2.475.000 | 16,7% |
| 6                                                              | Mentiras piadosas                                              | 13/11/2007     | 2.770.000 | 16,6% |
| 7                                                              | Variedades de hongos                                           | 20/11/2007     | 2.876.000 | 16,0% |
| 8                                                              | Amor de madre                                                  | 04/12/2007     | 2.612.000 | 15,0% |
| 9                                                              | Arroyo Pingarrón vs San Clemente                               | 11/12/2007     | 2.880.000 | 20,0% |
| 10                                                             | Como tortuga en caparazón                                      | 18/12/2007     | 2.682.000 | 15,2% |
| 11                                                             | No nos moverán                                                 | 14/01/2008     | 2.847.000 | 16,0% |
| 12                                                             | Las apariencias no engañan                                     | 21/01/2008     | 2.839.000 | 16,8% |
| 13                                                             | Tocata y fuga                                                  | 28/01/2008     | 2.688.000 | 15,6% |
| SEGONA TEMPORADA                                               |                                                                |                |           |       |
| 14                                                             | Volver                                                         | 09/04/2008     | 2.041.000 | 17,4% |
| 15                                                             | Que viene la plaga                                             | 17/04/2008     | 2.802.000 | 16,8% |
| 16                                                             | Pingarrona Woman                                               | 24/04/2008     | 2.588.000 | 16,0% |
| 17                                                             | Una cuestión personal                                          | 01/05/2008     | 1.990.000 | 13,8% |
| 18                                                             | Cruce de navajas                                               | 08/05/2008     | 2.497.000 | 14,5% |
| 19                                                             | Cuarentena                                                     | 15/05/2008     | 2.242.000 | 13,6% |
| 20                                                             | Cuenta pendiente (1ª parte)                                    | 22/05/2008     | 2.149.000 | 13,1% |
| 21                                                             | Cuenta pendiente (2ª parte)                                    | 29/05/2008     | 2.354.000 | 14,0% |
| TERCERA TEMPORADA                                              |                                                                |                |           |       |
| 22                                                             | Ulises ten cuidado                                             | 07/09/2008     | 1.880.000 | 14,0% |
| 23                                                             | Manos arriba                                                   | 14/09/2008     | 1.738.000 | 11,5% |
| 24                                                             | Salir de Arroyo Pingarron                                      | 21/09/2008     | 1.798.000 | 10,1% |
| 25                                                             | El ángel de la guarda                                          | 28/09/2008     | 1.339.000 | 13,9% |
| 26                                                             | Duelo sobre ruedas                                             | 05/10/2008     | 1.042.000 | 11,6% |
| TOTAL                                                          |                                                                |                |           |       |
| 26 episodis entre el 9 d'octubre de 2007 i 5 d'octubre de 2008 | 26 episodis entre el 9 d'octubre de 2007 i 5 d'octubre de 2008 | 2007 - 2008    | 2.213.000 | 14,4% |

Mitjana de la primera temporada: 2.748.000 espectadors i 16,2% de share

Mitjana de la segona temporada: 2.332.000 espectadors i 14,9% de share

Mitjana de la tercera temporada: 1.559.000 espectadors i 12,2% de share